# Madame Dorival
Madame Dorival è un dipinto a olio su tela (61 x38 cm) realizzato nel 1916 dal pittore italiano Amedeo Modigliani.
È conservato al Kunstmuseum Basel di Basilea.